# Nationales Archäologisches Museum (Sofia)
Das Nationale Archäologische Museum (bulgarisch Национален археологически музей, Nazionalen acheologitscheski musej) ist ein Museum in der bulgarischen Hauptstadt Sofia. Gezeigt werden dort Funde aus den Gebieten des heutigen Bulgariens und zum Teil auch der Nachbarländer, von der Vorgeschichte bis ins Mittelalter. Das Museum wurde 1892 gegründet und trägt nach seiner Eingliederung in die Bulgarische Akademie der Wissenschaften im Jahre 1949 den offiziellen Titel Nationales Archäologisches Institut mit Museum der Bulgarischen Akademie der Wissenschaften (bulg. Национален археологически институт с музей при БАН, Nazionalen acheologitscheski institut s musej pri BAN).

## Geschichte
Die Idee, ein bulgarisches Nationalmuseum zu schaffen, geht bis in die 1840er Jahre zurück. Die Bulgarische Literarische Gesellschaft betrieb seit ihrer Gründung 1869 die Einrichtung eines solchen Museums. Zunächst nahm das Museum seinen Betrieb als Abteilung der Nationalbibliothek auf. 1892 wurde die Abteilung unabhängig. Mit Edikt von Ferdinand I. wurde zum 1. Januar 1893 ein Nationalmuseum errichtet. Das Museum, das zunächst mit einer Antikenabteilung, einer numismatischen Abteilung und einer ethnographischen Abteilung begann, wurde im Gebäude der Großen Moschee von Sofia aus dem späten 15. Jahrhundert untergebracht. Es wurde offiziell am 18. Mai 1905 für das Publikum eröffnet. 1906 wurde die ethnographische Sammlung als eigenes Museum ausgegliedert. 1949 wurde das Museum mit dem 1920 gegründeten Bulgarischen Archäologischen Institut vereinigt und ist seitdem unter dem Namen Nationales Archäologisches Institut mit Museum der Bulgarischen Akademie der Wissenschaften als Teil der Bulgarischen Akademie der Wissenschaften zugleich Museum und nationales Forschungsinstitut und oberste Denkmalschutzbehörde. Bis zum Ende des Zweiten Weltkrieges wurden viele Mitarbeiter des Archäologischen Instituts an deutschsprachigen Universitäten ausgebildet. Insbesondere die erste Generation der Institutsdirektoren war auf vielfältige Weise mit der deutschen Archäologie verbunden. 

## Direktoren

Innenansicht des Museums

- Václav Dobruský (1892–1910)
- Bogdan Filow (1910–1920)
- Andrej Protič (1921–1928)
- Gawril Kazarow (1928–1929)
- Rafael Popow (1929–1938)
- Iwan Welkow (1938–1944)
- Nikola Mawrodinow (1944–1949)
- Krastju Mijatew (1949–1963)
- Dimitar Dimitrow (1963–1970)
- Dojno Dojnow (1971–1978)
- Dimitar Angelow (1978–1986)
- Welisar Welkow (1987–1992)
- Dimitar Owtscharow (1992–1993)
- Jordanka Jurukowa (1993–2003)
- Wassil Nikolow (2003–2007)
- Rascho Raschew (2007–2008)
- Margarita Waklinowa (2008–2010)
- Ljudmil Wagalinski (2010–2019)
- Christo Popow (seit 2019)